# Pablo Ostrowski
Pablo Alfredo Ostrowski (n. Posadas, Provincia de Misiones, Argentina, 11 de junio de 1990) es un exfutbolista argentino que jugaba como delantero centro. Se retiró en el año 2017 tras varias lesiones.

## Trayectoria

### Comienzos
A los 6 años empezó en las infantiles de Guaraní Antonio Franco, pasando luego a las divisiones inferiores.
En 2007 se muda a Buenos Aires para jugar en la sexta división de Boca Juniors.
Rápidamente, en 2008 ficha por FK Vojvodina de la Primera División de Serbia. Allí jugó 25 partidos convirtiendo 13 goles en la reserva.
Con 19 años pasa a Independiente de Avellaneda, volviendo a su país de origen. Entre Cuarta División y Reserva convierte 24 goles en la temporada.

### Guaraní Antonio Franco
Casi a mediados del 2011 regresa a Guaraní Antonio Franco para disputar el Torneo Argentino B, siendo su primera experiencia en un primer equipo. Jugando 24 partidos y convirtiendo 7 goles, ayudó a su equipo a consagrarse campeón y ascender al Torneo Argentino A.
La temporada siguiente, en situación comprometida con el descenso, se gana un lugar en el equipo titular y logran mantener la división. Marcando un triplete al recordado arquero argentino Carlos Bossio, frente a Tiro Federal de Rosario.
En la temporada 2013/2014 logra el ascenso al Campeonato de Primera B Nacional (Segunda División).
En el Campeonato de Primera B Nacional marca cinco goles en 21 partidos, no pudiendo evitar el descenso al Torneo Federal A. En todos los partidos que anotó su equipo logró la victoria.
Por Copa Argentina 2015 convirtió un gol en el partido de octavos de final versus Argentinos Juniors, que finalizó 1-0, logrando la clasificación a cuartos de final.

## Clubes
| Club                   | País        | Año       |
| ---------------------- | ----------- | --------- |
| Guaraní Antonio Franco | Argentina   | 2011-2015 |
| Belshyna Babruisk      | Bielorrusia | 2016      |
| Crucero del Norte      | Argentina   | 2016-2017 |
| Guaraní Antonio Franco | Argentina   | 2017-2017 |

### Estadísticas
| Club                        | Div.                | Temporada           | Liga  | Liga  | Liga   | Copas nacionales | Copas nacionales | Copas nacionales | Total | Total | Total  | Media goleadora |
| Club                        | Div.                | Temporada           | Part. | Goles | Asist. | Part.            | Goles            | Asist.           | Part. | Goles | Asist. | Media goleadora |
| --------------------------- | ------------------- | ------------------- | ----- | ----- | ------ | ---------------- | ---------------- | ---------------- | ----- | ----- | ------ | --------------- |
| Guaraní Antonio Franco      |                     |                     |       |       |        |                  |                  |                  |       |       |        |                 |
| 4.ª                         | 2011/2012           | 24                  | 7     | -     | 2      | -                | -                | 26               | 7     | -     | 0.269  |                 |
| 3.ª                         | 2012/2013           | 13                  | 3     | -     | -      | -                | -                | 13               | 3     | -     | 0.230  |                 |
| 3.ª                         | 2013/2014           | 11                  | 1     | -     | -      | -                | -                | 11               | 1     | -     | 0.090  |                 |
| 2.ª                         | 2014                | 5                   | -     | -     | -      | -                | -                | 5                | -     | -     | -      |                 |
| 2.ª                         | 2015                | 21                  | 5     | -     | 1      | 1                | -                | 22               | 6     | -     | 0.272  |                 |
| 3.ª                         | 2017/2018           | 6                   | 2     | -     | -      | -                | -                | 6                | 2     | -     | 0.333  |                 |
| Total club                  | Total club          | Total club          | 80    | 18    | -      | 3                | 1                | -                | 83    | 19    | -      | 0.228           |
| Crucero Del Norte Argentina |                     |                     |       |       |        |                  |                  |                  |       |       |        |                 |
| 2.ª                         | 2016-17             | 26                  | 4     | 0     | 0      | 0                | 0                | 26               | 4     | -     | 0,153  |                 |
| Total club                  | Total club          | 26                  | 4     | 0     | 0      | 0                | 0                | 26               | 4     | -     | 0,153  |                 |
| Total en su carrera         | Total en su carrera | Total en su carrera | 106   | 22    | 0      | 3                | 1                | 0                | 109   | 23    | -      | 0,211           |

## Palmarés

### Títulos nacionales
| Título             | Club                   | País      | Año  |
| ------------------ | ---------------------- | --------- | ---- |
| Torneo Argentino B | Guaraní Antonio Franco | Argentina | 2012 |
| Torneo Argentino A | Guaraní Antonio Franco | Argentina | 2014 |